# جاكي ووكر (موسيقي)
جاكي ووكر (بالإنجليزية: Jackie Walker)‏ هو موسيقي ومغني أمريكي، ولد في 1939.